# 007 Racing
007 Racing ist ein Renn-Videospiel aus dem Jahr 2000, das auf der James-Bond-Lizenz basiert. Es wurde von Eutechnyx entwickelt, von Electronic Arts veröffentlicht und für das PlayStation-Konsolensystem herausgegeben. Dieses Spiel markiert den siebten Auftritt von Pierce Brosnans James Bond; das Spiel enthält sein Porträt, aber nicht seine Stimme. Das Spiel enthält viele wiederbelebte Charaktere aus früheren Filmen und wird als Spin-Off der ursprünglichen Chroniken betrachtet.

## Gameplay
In 007 Racing schlüpft der Spieler in die Rolle des britischen Geheimagenten James Bond und setzt sich hinter das Steuer mehrerer seiner Fahrzeuge aus den damals 19 offiziellen Filmen. Zu den Autos gehören der Aston Martin DB5, der durch seinen ersten Auftritt in Goldfinger berühmt wurde, der Lotus Esprit aus The Spy Who Loved Me und In tödlicher Mission, der BMW Z8, der kurz in Die Welt ist nicht genug auftauchte, sowie sieben weitere Fahrzeuge. Jedes Auto ist mit allen üblichen Geräten und Waffen ausgestattet, die von Q, dem Quartiermeister einer speziellen Abteilung des MI6, der so genannten Q-Branch, ausgegeben werden.

## Handlung
In 007 Racing plant ein hochrangiger europäischer Diplomat und Geschäftsmann, eine Ladung von NATO-Waffen zu entführen und sie in Autos, die in seinen Automobilwerken vom Band laufen, an internationale Terroristen zu schmuggeln. Als Bond ist es die Aufgabe des Spielers, ihn zu stoppen. Dem Spieler stehen mehrere mit Gadgets ausgestattete Autos aus dem Bond-Universum zur Verfügung, um den Bösewicht zu vereiteln.
Die Geschichte beginnt damit, dass Bond Cherise Litte aus einem osteuropäischen Land (vermutlich Estland) rettet und sie in seinem Aston Martin DB5 über die Grenze bringt. Nach seiner Rückkehr nach London erfährt er von M, dass ein Frachter mit streng geheimen NATO-Waffen, darunter lasergesteuerte Boden-Luft-Raketen, Langstreckenraketen, Raketenschilde, modernste GPS-Technologie und ein von Q ausgestatteter BMW 750iL, der für Halifax bestimmt ist, in der Labradorsee südlich von Grönland abgefangen wurde. Bond erhält den Auftrag, die Fracht zu finden. Seine Mission führt ihn nach New York City, wo er von seinem Freund von der CIA, Jack Wade, empfangen wird. Bei seiner Ankunft in New York erfährt er von einem Bösewicht, dass eine Bombe in seinem Auto platziert wurde und dass jeder Versuch, sie zu entschärfen oder das Fahrzeug zu verlangsamen, zur Explosion führen wird. Bond wirft den Wagen in den Hudson River.
Bond setzt die Suche nach dem gestohlenen elektromagnetischen Impulsgerät fort und zerstört zehn Computer in einem Verteilerzentrum, von dem aus ein Autotransporter die Schmuggelautos transportiert. Er fängt den Transporter mit seinem Aston Martin ab. Bond fährt dann mit seinem BMW Z3 nach Mexiko, wohin er durch die Befragung des Transporterfahrers, des Handlangers Whisper, geführt wurde. Er versucht, Zukovsky aufzuspüren, und als es ihm gelingt, findet er heraus, dass hinter allem Hammond Litte steckt, Cherises Vater, und dass ihre Rettung nur ein Täuschungsmanöver war, um ihn von dem Frachter abzulenken. Bond liefert sich daraufhin ein Rennen mit Xenia Onatopp und ihrem Ferrari F355, woraufhin er gefangen genommen und nach Louisiana gebracht wird. Es gelingt ihm zu entkommen und den gestohlenen BMW zu finden, woraufhin er das von Jaws gesteuerte Boot verfolgt und zerstört.
Zurück in New York lädt Bond mit seinem BMW Z8 die Dateien von vier Limousinen herunter und findet heraus, dass Litte in Wirklichkeit plant, einen tödlichen Virus freizusetzen, der Millionen von Menschen töten wird. Bond fährt daraufhin mit seinem Lotus Esprit in die Ostsee und zerstört nach dem Eindringen in die gegnerische Unterwasserbasis das Flugzeug, das den Virus transportiert.

## Entwicklung und Veröffentlichung
007 Racing wurde von Eutechnyx entwickelt, das mit MGM zusammenarbeitete, um die Handlung des Spiels zu entwickeln. Es enthält Ziele und Fahrzeuge, die auf denen der James-Bond-Filme basieren. 007 Racing verwendet eine modifizierte Version der Spiel-Engine, die für das frühere Die 24 Stunden von Le Mans von Eutechnyx entwickelt wurde. Der leitende Programmierer Peter Davies erinnerte sich im Jahr 2021: „Angesichts der großen Unterschiede im Spielstil war es eine massive Überarbeitung, aber einige Kernkomponenten wie die Physik-Engine, der Renderer und die Build-Tools wurden beibehalten.“
In Nordamerika wurde 007 Racing im November 2000 veröffentlicht. Kurz darauf wurde eine Fortsetzung für die PlayStation 2 angekündigt, die jedoch nie veröffentlicht wurde.

## Rezeption
007 Racing erhielt laut dem Bewertungsportal Metacritic „gemischte oder durchschnittliche“ Bewertungen.
Paul Anderson von Game Informer bezeichnete die Grafik als „hässlich“ und „unschön“, sagte aber, dass es einige „gut gestaltete“ Missionen gebe. Er nannte die Sprachausgabe „exzellent“ und lobte vor allem die Leistung von Cleese, fand aber, dass das Spiel eine inkonsistente Mischung von Inhalten habe.
Douglass C. Perry von IGN sagte, 007 Racing sei „ein anständiges kleines Spiel, solange man nicht zu viel davon erwarte“. Er fügte hinzu: „Es ist weder originell, noch sieht es gut aus. Es ist voller unbeholfener Stellen und fragwürdiger Bereiche (z. B. als ich die kaputte Brücke in Escape erreichte und der Gesang einsetzte, nachdem es zu spät war, meinen Fallschirm zu starten), und es wird eher zur lästigen Pflicht als zum Spaß. Gelegentlich gibt es kleine Lichtblicke (Escape und Gimme a Break sind Beispiele dafür), aber das Spiel erreicht nie wirklich neue Ebenen des Spiels, die wir schon in Spy Hunter in den frühen 1980er Jahren erlebt haben.“
Jeff Gerstmann von GameSpot gab eine gemischte Bewertung ab und stellte fest: „Die abwechslungsreichen Missionsziele des Spiels geben ihm gelegentlich ein Driver-ähnliches Gefühl, aber die klobigen Steuerungsprobleme schaffen es wirklich, dich aus dem Spiel zu nehmen. Die stark modifizierte Need for Speed-Engine ist großartig für die schnellen Action- und Fahrmissionen, aber die langsameren, kampflastigeren Levels leiden unter der rauen Steuerung des Spiels. Insgesamt ist 007 Racing nicht ausgefeilt genug, um die Bedürfnisse von Fans objektiver Fahrspiele zu erfüllen.“ Retro Gamer kritisierte das langsame Tempo der Missionen. Jake The Snake von GamePro sagte, das Spiel „bietet milden Spaß, der sicher nur Spielern gefallen wird, die sowohl Bond als auch Action-Fahrspiele lieben.“